# Conalia helva
Conalia helva – gatunek chrząszcza z rodziny schylikowatych.
Gatunek ten opisany został w 1862 roku przez J.L LeConte jako Glipodes helva.
Chrząszcz o ciele klinowatym, długości 4,5–6 mm (mierząc do szczytu kolca analnego). Całe ciało ma ciemne, pokryte jedwabistym, żółtawobrązowym owłosieniem. Wyjątkowo jest jasnorudobrązowy z czarnymi listewkami i oczami. Duża, drobno punktowana głowa zaopatrzona jest w umiarkowanej wielkości oczy. Przedplecze jest nieco szersze od nasady pokryw i ma równomiernie zaokrąglone boki. Siateczkowane i silniej punktowane pokrywy mają zaokrąglone wierzchołki. Kolec analny jest ponad dwukrotnie dłuższy od ostatniego segmentu odwłoka i spiczasto zakończony. Golenie tylnych odnóży z żeberkowaną listewką na krawędzi zewnętrzno-grzbietowej i opatrzone skośną, żeberkowaną listewką na powierzchni zewnętrznej.
Owad nearktyczny. Znany z Florydy, Georgii, Indiany, Kansas, Luizjany i Massachusetts.